# Yumilka Ruiz
Yumilka Ruiz Luaces (Havana, 8 de maio de 1978) é uma jogadora de voleibol cubana que disputou por sua seleção nacional quatro edições consecutivas dos Jogos Olímpicos, sendo campeã em Atlanta 1996 e Sydney 2000. Nos Jogos de Atenas em 2004 conquistou a medalha de bronze.
Em agosto de 2008 foi eleita membro do Comitê Olímpico Internacional durante a 120ª Sessão do COI.

## Premiações Individuais
- Melhor Atacante da Copa Pan-Americana de 2005